# Шарики
«Шарики» — компьютерная игра в жанрах головоломка и «три в ряд», разработанная российским программистом из Кемерово Евгением Алемжиным для платформы DOS в 1994 году.
«Шарики» является игрой, на основании которой был сформирован жанр «три в ряд», а также является предком Bejeweled, популяризовавшей позднее этот жанр.

## Игровой процесс
Цель игры состоит в том, чтобы собирать по три и более шарика одного цвета в вертикальные или горизонтальные линии, после чего шары исчезают и на их месте появляются новые. Игра заканчивается лишь тогда, когда более нет возможных комбинаций на игровом поле.

## Ремейки и клоны
«Шарики» наплодили много клонов, использовавших игровую механику игры. В частности: Shariki for Windows, Super Shariki, Falling Bubbles, Bubble Shooter. Также игра породила множество клонов:
- KDiamond — в наборе игр KDE Games.
- Bejeweled от компании PopCap Games
- Jewel Quest[англ.]
- Puzzle Quest: Challenge of the Warlords
- Aurora Feint[англ.]
- Super Jewel Quest[англ.]